# Entephria tzygankovi
Entephria tzygankovi là một loài bướm đêm trong họ Geometridae.